# Thienemannimyia lentiginosa
Thienemannimyia lentiginosa är en tvåvingeart som först beskrevs av Fries 1823.  Thienemannimyia lentiginosa ingår i släktet Thienemannimyia och familjen fjädermyggor. Arten är reproducerande i Sverige. Inga underarter finns listade i Catalogue of Life.